# Ordos (Mongolia Interna)
Ordos (in cinese 鄂尔多斯S, È'ěrduōsīP, in mongolo ᠣᠷᠳᠣᠰ ᠬᠣᠲᠠ, Ordos qota) è una città-prefettura della Cina nella provincia della Mongolia Interna.

## Suddivisioni amministrative
- Distretto di Dongsheng
- Distretto di Kangbashi
- Bandiera di Dalad
- Bandiera di Jungar
- Bandiera anteriore di Otog
- Bandiera di Otog
- Bandiera di Hanggin
- Bandiera di Uxin
- Bandiera di Ejin Horo